# Dominique Bataille
Pour les articles homonymes, voir Bataille (homonymie).
Dominique Bataille est un nageur français né le 29 octobre 1963.
Il est membre de l'équipe de France aux Jeux olympiques d'été de 1984 à Los Angeles, terminant sixième du relais 4x100 mètres nage libre et huitième du relais 4x200 mètres nage libre.
Il a été champion de France de natation sur 100 mètres nage libre à l'été 1985, sur 200 mètres nage libre à l'hiver 1983 et à l'été 1984 et sur 400 mètres nage libre à  l'hiver 1983.
En club, il a notamment été licencié au CN Le Mans et au CN Marseille.